# Ellipsidion notabile
Ellipsidion notabile är en kackerlacksart som beskrevs av Morgan Hebard 1943. Ellipsidion notabile ingår i släktet Ellipsidion och familjen småkackerlackor. Inga underarter finns listade i Catalogue of Life.